# Bopyrissa dawydoffi
Bopyrissa dawydoffi là một loài chân đều trong họ Bopyridae. Loài này được Codreanu & Codreanu miêu tả khoa học năm 1963.